# 내 귀에 도청장치
내 귀에 도청장치는 대한민국의 4인조 록 밴드이다.
1996년 결성되었으며, 2001년 1집 앨범 《Wiretap In My Ear》으로 공식적 활동을 시작했다. 3집때 소속사의 권유로 밴드 명을 '프라나(Prana)'로 바꾸었으나, 4집부터 본래 이름인 '내 귀에 도청장치'로 활동하고 있다. 밴드 이름은 1988년 MBC 9시 뉴스데스크에서 생방송 도중에 돌발적으로 일어난 '내 귀에 도청 장치가 있다'라는 사고에서 아이디어를 얻어 지은 것으로 '내 귀에 도청장치를 달아 자신 내면의 소리를 듣는다'는 의미를 담고 있다. 판타지하면서도 그로테스크적인 사운드를 추구하며, 예측할 수 없는 도발적인 퍼포먼스를 보여주고 오랜 라이브 경험에 의한 농익은 연주력을 들려주는 밴드이다.

## 구성원
- 이진표 - [보컬][DJ]
- 서호덕 - 드럼 (활동기간 - 2021 ~)
- 박상욱 - 기타 (활동기간 - 2023년 ~)
- 김우진 - 베이스 (활동기간 - 2018년 ~)

### 이전 구성원
- 김태진 (1976년 6월 15일) - 기타 (활동기간: 2006년 ~ 2018년 5월)
- 황의준 (1979년 3월 2일) - 베이스 (활동기간: 2002년 11월 ~ 2018년 5월)
- 정재훈 (1975년 5월 8일) - 드럼
- 정유화 (1974년 1월 19일) - 기타 (활동기간: 1996년 ~ 2002년, 과거 이브의 기타리스트)
- 김태환 - 드럼 (활동기간: 1997년)
- 김지웅 - 베이스 (활동기간: 1997년 ~ 1998년)
- 이종필 (1976년 11월 4일) - 베이스 (활동기간: 1998년 ~ 2002년)
- 이미용 (1979년 5월 6일) - 키보드 (활동기간: 1998년 ~ 2002년)
- 이주원 (1982년 5월 5일) - 기타 (활동기간: 2002년 11월 ~ 2005년)

## 앨범 작품

### 정규
- 5집 《Cumulus》 (2014년)
- 4집 《Observation》 (2010년)
- 3집 《Shine》 (2006년)
- 2집 《Prana》 (2004년)
- 1집 《Wiretap In My Ear》 (2001년)

### 싱글
- 데몬(2019년)
- Blood(2018년)
- Emotion(2018년)
- Cure(2018년)
- Deconstruction(2017년)
- Shaman (2008년)
- 비밀의 화원 (2005년)

## 주요 활동

### 락 페스티벌
- 2003년 : Gate in Soule Festival Busan International Rock Festival
- 2004년 : MBC속초 Rock Festival, SAMZIE Sound Festival, Busan International Rock Festival 2004, 동두천 Rock Festival, 'Budrock(버드락)'Festival
- 2006년 : HI SEOUL ROCK FESTIVAL, 앤＆쌈지 SOUND FESTIVAL, 2006 ROCKET FEST
- 2007년 : 펜타포트 ROCK FESTIVAL, HI SEOUL FESTIVAL, Busan International Rock Festival, 동두천 ROCK FESTIVAL, Let's spris ROCK FESTIVAL, 2007MKMF(엠넷뮤직페스티벌시상식)
- 2008년 : 2nd Seoul World DJ Festival, Mnet 파이어볼페스티발, Let's Spris Rock Festival, 대한민국 라이브 뮤직 페스티벌, 동두천 락페스티벌
- 2009년 : 3rd Seoul World DJ Festival, Time to Rock Festival, Lets spris rock festival, 대한민국 라이브 뮤직 페스티벌, 동두천 락페스티벌
- 2010년 : 4th WORLD DJ FESTIVAL, 그린플러그드 페스티벌, 대한민국 라이브 뮤직 타임투락 페스티벌, F1 코리안 그랑프리 축하공연, 렛츠락 페스티벌
- 2011년 : 그린플러그드 페스티벌, 월드 디제이 페스티벌, 펜타포트 락 페스티벌, 부산 국제 락 페스티벌, 동두천 락 페스티벌, 대한민국 라이브 뮤직 렛츠락 페스티벌, F1 락 페스티벌
- 2015년 : 사운드홀릭 페스티벌, 부산 국제 락 페스티벌
- 2016년 : 부산 국제 락 페스티벌
- 2017년 : 부산 국제 락 페스티벌
- 2019년 : 2019 Pentaport rock festival
- 2019년 : 2019 GANGWON Rock Festival

### 그 외 활동
- 2005년 : GIG in Japan 신주쿠 한일교류 페스티벌, 일본 나고야 아이치 엑스포 ‘코리아 페스타’ 초청공연
- 2006년 : 뮤지컬 지저스 크라이스트 슈퍼스타
- 2007년 : 한중 수교 15주년 교류 문화축제 베이징
- 2009년 : 네팔 심장병 어린이 돕기 자선공연 green nepal